# دوري السوبر المصري لكرة السلة
الدوري المصري لكرة السلة هو الدوري الأعلى المقام سنويا لرياضة كرة السلة في مصر و البطل الحالي للبطولة هو الإتحاد السكندري حيث فاز بنسخة 2024 من البطولة.

## الأبطال حيث عدد البطولات
| الفريق                           | عدد مرات الفوز | سنوات الفوز باللقب                                                                        |
| -------------------------------- | -------------- | ----------------------------------------------------------------------------------------- |
| نادي الزمالك لكرة السلة          | 14             | 1974, 1975, 1976, 1977, 1978, 1980, 1981, 1988, 1991, 1997, 1998, 2003, 2007, 2019, 2021. |
| نادي الاتحاد السكندري لكرة السلة | 14             | 1979, 1982, 1983, 1984, 1986, 1987, 1990, 1992, 1995, 1999, 2009, 2010, 2020, 2024 .      |
| الجزيرة                          | 11             | 1973, 1993, 1994, 2002, 2004, 2005, 2006, 2008, 2011, 2014, 2017.                         |
| الأهلي                           | 9              | 1989,1985 2000, 2001, 2012, 2016, 2022, 2023, 2025.                                       |
| سبورتنج                          | 3              | 2013, 2015, 2018.                                                                         |

## سجل الأبطال تاريخياً
طبقا للموقع الرسمي للاتحاد المصري لكرة السلة 